# 準衛星

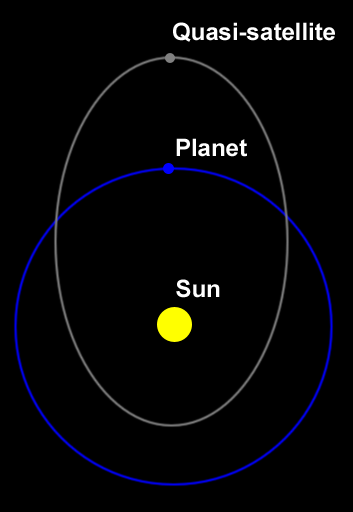
一般的準衛星示意圖。

準衛星是與行星有著1:1軌道共振，在公轉許多次後便會接近行星並留駐的天體。準衛星繞太陽公轉的軌道週期與行星相同，但是有著不同的離心率（通常更大）。當從行星上观察這顆行星的準衛星時，會出现繞著行星的橢圓行逆行軌跡。對比於真衛星，準衛星的軌道位於行星的希爾球之外，並且是不穩定的。經過一段時間的發展，傾向於成為其他類型的共振運動，使它們不再逗留在行星的附近，然後可能又會回到準衛星的軌道，等等不一而足。其他型式的1:1共振軌道包括馬蹄形軌道和環繞著拉格朗日點的蝌蚪形軌道，但是這種軌道的天體在繞行太陽公轉多次之後，不會停留在接近行星的經度上。
已知馬蹄形軌道的天體有時會轉移到一個相對較短的準衛星軌道，因此有時會混為一談，例如(3753) 克魯特尼、2002 AA29等。

## 例子
地球

(3753) 克魯特尼和地球似在它們的軌道乎相互跟隨著，並在馬蹄形軌道和準衛星軌道之間反覆轉移。

至2023年，已知地球有7顆準衛星：(164207) 卡迪亞、(277810) 2006 FV35、2013 LX28、2014 OL339、(469219) 振盪天星、2020 PP1和2023 FW13。這些天體會在準衛星軌道上逗留數十年、數百年或更長的時間。
金星
金星有一顆準衛星，2002 VE68。這顆小行星也是水星軌道穿越小行星和越地小行星；它成為金星的伴侶似乎至少已經有7,000年了，而且註定會在大約500年後從現有的軌道中被彈出。

其他的行星
基於模擬相信天王星和海王星在太陽系（大約45億年）有能力掌握住準衛星，但是靠近木星的準衛星軌道只能維持穩定約10,000,000年，土星只能維持100,000年。目前還不能確定這些行星是否有準衛星。
人造衛星
在1989年初，前蘇聯的弗伯斯2號太空船進入環繞火卫一的準衛星軌道，與火卫一的平均軌道半徑距離大約只有100公里。依據計算，這艘太空船可以在軌道上逗留數個月之久。但因為導引系統故障，這艘太空船失蹤了。

## 外部連結
- Quasi-satellite Information Page （页面存档备份，存于）
- Earth's New Travelling Companion: Quasi-Satellite Discovered （页面存档备份，存于）
- Astronomy.com: A new "moon" for Earth （页面存档备份，存于）
- Discovery of the first quasi-satellite of Venus （页面存档备份，存于） – University of Turku news release（August 17, 2004）。